# Рейно, Жан
Жан Рейно (14 февраля 1806, Лион — 28 июня 1863, Париж) — французский философ и политик.

## Биография
Окончил королевский колледж в Лионе, после чего поступил в Политехническую школу, по окончании которой стал горным инженером; производил геологические изыскания на Корсике и Сардинии, результаты которых напечатаны в «Mémoires de la Société géologique». Вскоре оставил свои геологические занятия, увлёкшись сенсимонизмом. Высокомерие вождей сенсимонизма оттолкнуло его, однако, от этого учения: он разочаровался в «промышленной церкви», в которой Анфантен был первосвященником. Последователи этой церкви проповедовали неограниченную свободу, а Рейно стремился сочетать свободу с авторитетом. Он составил свод учений сенсимонистов и указал пункты, по которым расходится с ними, в ряде статей, помещённых в «Revue encyclopédique». Он не одобрял также положения, занятого демократической партией по отношению к июльской монархии. Тем не менее Рейно считался одним из оплотов демократии. В 1833 году он выступил в палате пэров в числе защитников в процессе «общества прав человека»; после этого процесса он был присужден к тюремному заключению за то, что на письме, оскорбительном для палаты, оказалась его подпись, хотя и сделанная без его ведома. Во время заключения Рейно написал учебник «Minéralogie à l’usage des gens du monde» (1834; во 2-м издании — «Histoire naturelle des minéraux usuels»). В 1835 году основал вместе с П. Леру «Encyclopédie nouvelle».
Во время революции 1848 года был членом учредительного собрания и товарищем министра народного просвещения; содействовал учреждению административной школы, которая должна была подготовлять подпрефектов и советников префектуры (эта школа была вскоре закрыта). Избранный в 1849 году в члены государственного совета, вскоре выбыл из него по жребию и с тех пор более не занимался политическими делами. Некоторое время также занимал должность профессора в Горной школе Парижа, но был заменён после переворота Луи-Наполеона 2 декабря 1851 года. В своём главном сочинении «Terre et ciel» (1854; 5 изданий, 1866) Рейно выступил одним «христианских социалистов» Франции, которые, исходя сознательно или бессознательно из сенсимонизма, стремились к разрешению социального вопроса на почве религии; книга эта была осуждена собором епископов в Перигё. Другие работы его авторства: «Discours sur la condition physique de la terre» (1840), «Considérations sur l’esprit de la Gaule» (Париж, 1847; 2 изд., 1864), «Vie et correspondance de Merlin de Thionville» (1860), «Œuvres choisies» (1865), «Études encyclopédiques» (1866).